# موش‌آهوی آبی
موش‌آهوی آبی (نام علمی: Hyemoschus aquaticus) نام یک گونه از تیره موش‌آهو است.